# Palamós
Palamós es un municipio y localidad española de la provincia de Gerona, en la comunidad autónoma de Cataluña. Perteneciente a la comarca del Bajo Ampurdán, el término municipal cuenta con una población de 18 651 habitantes (INE 2024) y se ubica junto a la costa del mar Mediterráneo. En la actualidad su mayor fuente de ingresos es el turismo.

## Historia
Las primeras referencias del asentamiento humano en Palamós se encuentran en el dolmen del Montagut (2500-1500 a. C.) y los posteriores restos de un poblado ibérico en la playa de Castell. Por otra parte, algunos autores han supuesto que Palamós, con el nombre de Paleópolis, fue una de las más antiguas colonias que los griegos tuvieron en esta parte del litoral ibérico, pero lo cierto es que en la geografía y en la historia de la Antigüedad no hay mención segura de este lugar.
En 1277, el rey Pedro III el Grande encargó la compra del castillo de Sant Esteve, construido sobre restos romanos, e inició el desarrollo de un nuevo núcleo de población, alentado dos años más tarde con la concesión de los privilegios descritos en la Carta Puebla y la creación de un mercado semanal. Pedro III compró el terreno en el que se asentó posteriormente la villa y dio a Astrugo Ravaya el encargo de fundarla, como excelente lugar de refugio para que los buques, en caso de temporales, acudiesen a dicha bahía. Su fundación, por tanto, fue consecuencia de la necesidad de un nuevo puerto real en la zona del Ampurdán, dado que el antiguo puerto de Torroella de Montgrí sufría una acelerada colmatación.
Varios documentos del rey Carlos I de España aparecen fechados en Palamós y en su puerto desembarcó Francisco I de Francia cuando marchó a España prisionero.
En 1543 los ataques de la escuadra turca de Barbarosa hicieron caer la villa de Palamós, ocasionando una gran catástrofe en la población. De esa época data una bula papal concedida para permitir la recuperación de Palamós. La peste asoló Palamós más de cien años después, en 1652, y fue el origen del voto de peregrinar una vez al año hasta la ermita de Bell-Lloch, datada del siglo XIII. En 1694 fue asaltada por los franceses, asesinaron a sus defensores y la guarnición se replegó en el fuerte. Al abandonarla, los invasores desmantelaron sus fortificaciones y en 1809, otra vez los franceses, la tomaron por la fuerza.
Durante la guerra civil española, el puerto de Palamós, afín a la República, fue repetidamente bombardeado. En consecuencia, se construyeron búnkeres para la vigilancia de la línea litoral. Dos de estas fortificaciones aún se conservan en esta bahía: un búnker bajo la población de Sant Joan de Palamós y otra fortificación en el extremo de Garbí de la playa de Torre Valentina. Los ataques tuvieron lugar desde el mar, especialmente por parte del buque de guerra Canarias, y también desde el aire, como los proyectiles que la aviación italiana lanzó el 6 de agosto de 1938, hundiendo el conocido mercante inglés Lake Lugano.
Existen aficionados al submarinismo que acuden a la localidad por un barco hundido, el Boreas, que fue remolcador y rompehielos de la marina alemana durante la Segunda Guerra Mundial, siendo después utilizado para tráfico de drogas y confiscado por las autoridades ocupando espacio en el puerto de la misma localidad, hasta que finalmente se autorizó el hundimiento el 25 de enero de 1989. La localidad es conocida por la gamba de Palamós.

## Demografía
Palamós cuenta con una población de 18 651 habitantes (INE 2024).
| Gráfica de evolución demográfica de Palamós entre 1842 y 2021 |
| |
| Población de derecho según los censos de población del INE Población de hecho según los censos de población del INEEntre el censo de 1950 y el anterior, crece el término del municipio porque incorpora a San Juan de Palamós |

#### Núcleos
- Palamós 8102 habitantes

Núcleo central del municipio. Incluye el barrio antiguo, el Pedró, el Ensanche, Las Pitas, Rocabrava y Cala Margarita. Con solamente 1,14 km² era el pueblo más pequeño de Cataluña antes de la anexión con San Juan de Vilarromá. Es una zona muy densamente poblada. 
- San Juan de Pàlamos 10 020 habitantes

Independiente hasta 1942 abarca la mayor parte de territorio del municipio. Núcleo de mar y montaña, incluye el barrio antiguo de San Juan, la zona marítima de La Fosca y los barrios exteriores de Pla d'Es Pla y El Figuerar, al pie de las Gavarras y el Valle de Bell-lloc.
- S'Alguer 15 habitantes

Pequeño núcleo de barracas de pescadores que se ha mantenido aislado del urbanismo del siglo XX, conservando el encanto de los pueblecillos marítimos de otra época. Separa la zona urbana municipal del Espacio Natural de Castell-Cap Roig. Actualmente, 15 personas viven allí de forma estable todo el año.

## Comunicaciones
Palamós es atravesado por la C-31, que lo comunica con las localidades vecinas de Castillo de Aro y Palafrugell así como Gerona, la capital de la provincia. Carece de comunicación por ferrocarril, aunque en el pasado la tuvo, estando la estación más cercana en Flassá, Caldas de Malavella o Gerona. Palamós dispone de líneas regulares de Autobús operadas por la compañía Moventis, que permiten a los viajeros desplazarse a otras poblaciones del Bajo Ampurdán, Gerona y Barcelona. El municipio dispone de transporte público Taxi.

## Administración y política
| Partido político                              | 2023  | 2023       | 2023 |
| Partido político                              | %     | Concejales |      |
| Esquerra Republicana de Catalunya (ERC)       | 26,20 | 5          |      |
| Som-hi x Palamós i Sant Joan (SOM-HI-TE)      | 25,99 | 4          |      |
| Partit dels Socialistes de Catalunya (PSC-CP) | 18,43 | 3          |      |
| Junts per Catalunya (JUNTS - CM)              | 15,70 | 3          |      |
| Candidatura d'Unitat Popular (CUP-AMUNT)      | 6,91  | 1          |      |
| Vox (VOX)                                     | 5,10  | 1          |      |
| Partido Popular (PP)                          | 5,06  | 0          |      |

## Patrimonio

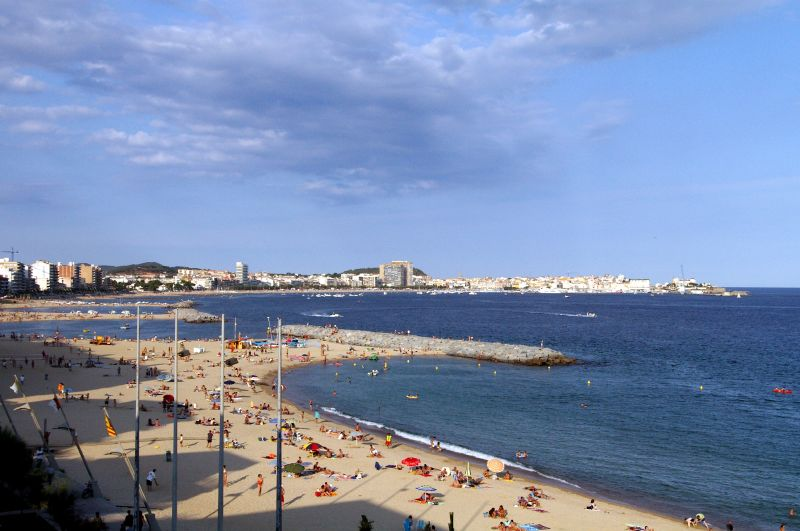
Palamós desde la playa de Sant Antoni de Calonge

- Casa Vilahur
- Parroquia de Santa María del Mar
- Museo de la Pesca
- Capilla del Carmen

## Radios
Los estudios se encuentran en la calle Dídac Garrell i tauler n°3.
- Ràdio Palamós (107.5 FM)
- Los 40 (96.3 FM)
- Los 40 Classic (101.9 FM)
- RAC105 (91.4 FM)
- Ràdio Flaixbac (90.8 FM)
- Flaix FM (88.4 FM)